# (5844) Chlupáč
(5844) Chlupáč (nom international (5844) Chlupac) est un astéroïde de la ceinture principale.

## Description
(5844) Chlupáč est un astéroïde de la ceinture principale. Il fut découvert le 28 octobre 1986 à l'observatoire Kleť par Zdeňka Vávrová. Il présente une orbite caractérisée par un demi-grand axe de 2,12 UA, une excentricité de 0,12 et une inclinaison de 2,2° par rapport à l'écliptique.

## Compléments